# Papa Benet IV
Benet IV (Roma, ? – juliol de 903) va ser Papa de l'Església catòlica de l'any 900 al 903. Quan Benet va ser escollit papa, el tron imperial es trobava vacant des del 899, quan Lambert II de Spoleto havia mort en un accident. Berenguer I d'Itàlia, va reclamar el títol imperial però l'escollit va ser Lluís III el cec, i Benet, en l'acte més significatiu del seu pontificat, el va coronar emperador amb l'esperança d'aconseguir el seu ajut contra la invasió hongaresa al nord de la península Itàlica i la musulmana al sud. Però l'esperança va ser en va, ja que Lluís, derrotat per Berenguer, es va veure obligat a abandonar Itàlia i el Papa a la seva sort, cosa que va permetre que sorgissin personatges, com Teofilacte I, la seva esposa Teodora i la filla dels dos, Mariozza, que dominarien els papes durant els següents anys.

## Biografia

### Orígens i carrera eclesiàstica
Nascut a Roma, era fill d'un tal Mammolo, Benet va ser ordenat sacerdot pel Papa Formós i més tard va ser canonge regular del Laterà.

### Pontificat

#### L'elecció
Va succeir a Joan IX en una data indeterminada entre gener i maig del 900, data aproximada que revela l'estat caòtic que afligia la Roma de l'època, el sagnant conflicte entre les faccions de formosians ("pro-alemanys") i antiformosians ("pro-Spoleto" i nacionalistes). La poca informació que es té, encara que no del tot exacte, només es pot derivar del Liber Pontificalis o del Regesta pontificum romanorum.

#### El govern de l'Església
Igual que el seu predecessor, Joan, que va seguir la línia político-religiosa, Benet provenia de la facció formosiana, i, per tant, es trobava en posicions oposades a les d'Esteve VI (896-897), que havia anul·lat totes les ordres del seu predecessor Formós, demanant als sacerdots i als bisbes per escriure cartes en què renunciaven a les seves ordenacions ara invalidades. Els Papes successius Romà, Teodor II i Joan IX invertiren aquesta política eclesiàstica del tot perjudicial per a l'estabilitat de l'Església, i Benet va continuar en aquesta direcció.
Entre els bisbes reintegrats per Benet estava el francès Argrí, bisbe de Langres, qui, després de rebre el pal·li de Formós, havia estat deposat, igual que d'altres, per Esteve VI en 897. Joan IX l'havia restablert, i el 31 d'agost del 900 Benet celebrà un sínode al Laterà, en el qual va confirmar Argrí com a bisbe de Langres.
En el pla pastoral, Benet IV va lluitar en diversos fronts per resoldre qüestions complexes. Excomunicà formalment els assassins de Fulco el Venerable, arquebisbe de Reims assassinat el 17 de juny de 900, i va instar els bisbes francesos que s'adherissin a la decisió. Tot i la prohibició canònica que els bisbes es traslladessin d'una diòcesi a una altra, després de la mort d'Atanasi II, arquebisbe de Nàpols, va intervenir vigorosament en favor de la validesa de l'elecció d'Esteve sobre aquella seu, tot i que fins al 872 havia estat arquebisbe de l'seu de Sorrento. També va defensar vigorosament també a Maclaceno, arquebisbe d'Amasia (l'actual Amasya) que els turcs (en l'època confosos erròniament amb els sarraïns) havien expulsat de la seva seu, i ell va enviar cartes recomanant a tots els cristians per ajudar-lo i protegir-lo.

#### Les relacions amb l'Imperi

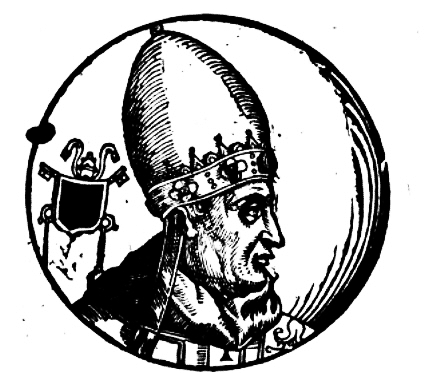
Benet IV, dibuix de Bartolomeo Sacchi dit il Platina, Vite De' Pontefic i editat per Onofrio Panvinio, pels impressors Turrini, i Brigonci, Venècia 1663

Al 898 el jove emperador de Lambert II de Spoleto va morir sense descendència, deixant el tron imperial vacant. Benet era molt conscient que, en el buit polític creat, Roma no tenia amics ni aliats, sinó que només tenia enemics interns i amenaces externes. Abans de les incursions dels hongaresos al nord d'Itàlia i dels sarraïns al sud d'Itàlia, el Papa es va unir a l'opinió de diversos bisbes i nobles italians que pensaven trobar una solució que passava en donar el títol i la corona d'emperador a Lluís III de Provença, que en el moment semblava ser el senyor feudal militar més poderós i l'hereu més digne de la corona. Al febrer del 901, per tant, Lluís va ser coronat a Roma, però va abandonar la ciutat poc després de la coronació. Durant el retorn Lluís va ser derrotat de forma inesperada en batalla pel desacreditat Berenguer I de Friül que havien recuperat l'avantatge i estava tractant de revertir la situació al seu favor per aconseguir la corona. Abans de sortir de Roma, Lluís havia designat iudices els més il·lustres de la ciutat, incloent a Teofilacte i a Crescenci I, fundador dels Crescenzi, les famílies dels quals acapararien tant la ciutat com el papat en els propers anys.

### La mort
Benet IV va morir probablement al juliol de 903 i va ser enterrat a la basílica de Sant Pere. El cronista Flodoardo (894-966), canonge de la catedral de Reims, el va elogiar per la seva generositat amb els pobres.

### Medieval
- Flodoardo de Reims. De Triumphis Christi Apud Italiam Libri Quatordecim (en llatí) [Consulta: 1r novembre 2015].

### Moderna
- Bertolini, Ottorino. «Benedetto IV». A: Enciclopedia dei Papi (en italià).  Roma: Istituto dell'Enciclopedia Italiana, 2000. ISBN IT\ICCU\USS\0002453 [Consulta: 1r gener 2015].
- Bihlmeyer, Karl; Tuechle, Hermann. Il Medioevo (en italià).  Brescia: Morcelliana, 1960 (Storia della Chiesa). ISBN IT\ICCU\RAV\0268782.
- Moroni, Gaetano. format= Dizionario di erudizione storico-ecclesiastica da S. Pietro sino ai nostri giorni (en italià).  Venècia: Tipografia Emiliana, 1840. ISBN IT\ICCU\RMR\0002439 [Consulta: 31 ottobre 2015].
- Rendina, Claudio. I Papi - storia e segreti.  Roma: Newton&Compton editori, 2005, p. 495. ISBN IT\ICCU\PAL\0279694.